# Anatoli Chertkov
Anatoli Yegórovich Chertkov (en ruso: Анато́лий Его́рович Чертко́в; Óblast de Tula, 17 de julio de 1936 - Rostov del Don, 22 de octubre de 2014) fue un futbolista ruso que jugaba en la demarcación de centrocampista.

## Biografía
Debutó como futbolista en 1958 con el FK SKA Rostov del Don, cuando el club jugaba en la Primera Liga Soviética. En la temporada de su debut, quedó primero en liga, ascendiendo así a la Primera División de la Unión Soviética, la máxima categoría del fútbol soviético. Desde entonces jugó un total de nueve temporadas en la élite, consiguiendo como mejor resultado un segundo puesto en 1966 tras el FC Dynamo Kiev. Después de jugar 268 partidos de liga y 18 de copa, y haber marcado 16 goles, fue traspasado al FC Rostov, club en el que se retiró al acabar la temporada.
Falleció el 22 de octubre de 2014 a los 78 años de edad.

## Clubes
| Club                  | País          | Año         | Partidos | Goles |
| --------------------- | ------------- | ----------- | -------- | ----- |
| FK SKA Rostov del Don | RSFS de Rusia | 1958 - 1967 | 286      | 16    |
| FC Rostov             | RSFS de Rusia | 1967 - 1968 | 33       | 0     |

## Palmarés

### Campeonatos nacionales
| Título                 | Club                  | País  | Año  |
| ---------------------- | --------------------- | ----- | ---- |
| Primera Liga Soviética | FK SKA Rostov del Don | Rusia | 1958 |